# Subterfugio canadiense

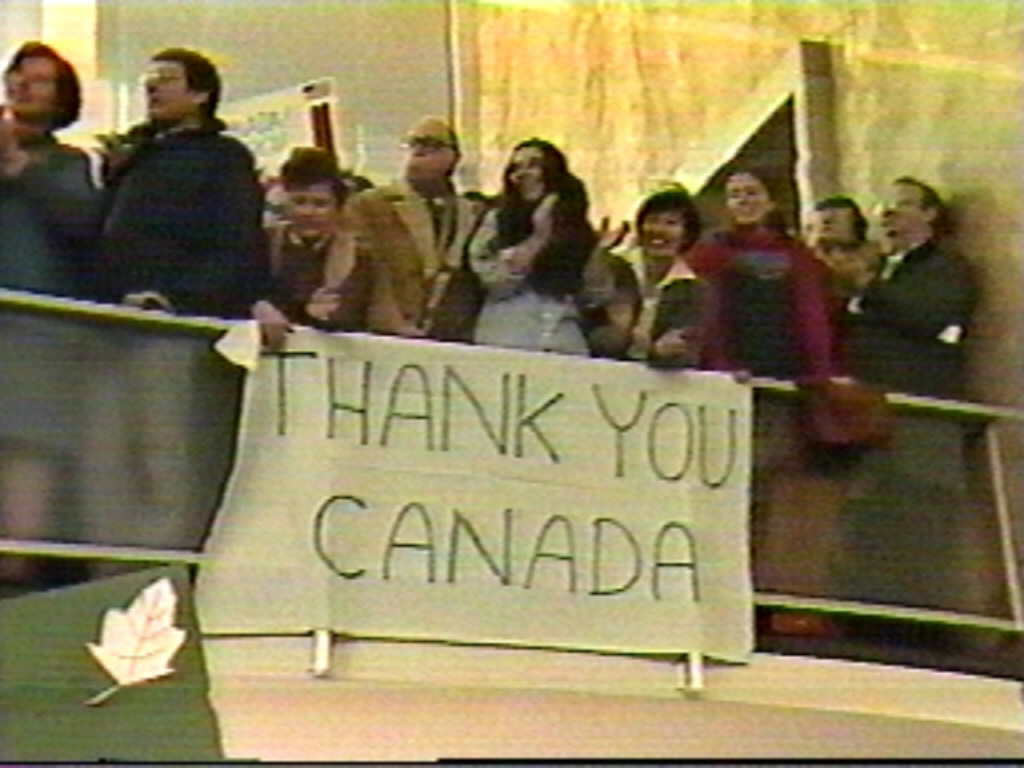
«Gracias Canadá»: mensaje de agradecimiento durante la llegada a Estados Unidos de los diplomáticos estadounidenses evacuados.

El subterfugio canadiense o evasión canadiense de Irán (en inglés: Canadian Caper) designa la operación de evacuación de Irán de seis diplomáticos estadounidenses, el 28 de enero de 1980. Fue organizada conjuntamente por el gobierno de Canadá y la Agencia Central de Inteligencia (CIA) de los Estados Unidos, después de la toma de rehenes en la embajada estadounidense de Teherán ocurrida el 4 de noviembre de 1979.

## La evasión
El día del asalto a la embajada estadounidense por manifestantes, seis diplomáticos estadounidenses consiguieron escapar a la multitud y se refugiaron en el piso del cónsul estadounidense. Este escondite no resultaba seguro, por lo que contactaron, cuatro días más tarde, con el diplomático canadiense John Sheardown para pedirle su ayuda. Este se comunicó con el embajador canadiense Ken Taylor, quien consideró preferible albergar a dos personas del grupo en la embajada, mientras que las demás irían a casa de Sheardown. Inmediatamente alertado, el ejecutivo canadiense concedió su apoyo a la operación. El 21 de noviembre, otro diplomático estadounidense, que se había refugiado en la embajada de Suecia, se unió al grupo albergado en casa de Sheardown. Los seis refugiados permanecieron allí escondidos durante 79 días.
Después de algunas semanas, como ciertos medios de comunicación comenzaron a plantearse cuestiones en lo relativo al número exacto de rehenes, sobre todo Jean Pelletier del periódico La Presse, resultaba evidente que hacía falta evacuar al grupo antes de que el secreto se revelara. La decisión se tomó el 30 de diciembre durante un encuentro entre Flora Isabel MacDonald, ministra canadiense de Asuntos exteriores, y Cyrus Vance, secretario de Estado del presidente Jimmy Carter. Algunos días más tarde, Antonio Mendez y otro especialista de la CIA llegaron a Ottawa para planear la evacuación: los seis rehenes serían presentados como cineastas canadienses que trabajaban para una sociedad ficticia instalada en Hollywood.
Se otorgó una autorización para emitir pasaportes canadienses en secreto para los rehenes. Según el plan de Ken Taylor, los fugitivos tenían que embarcar en un vuelo regular por sus propios medios a partir del 19 de enero, pero la CIA insistía en enviar a dos agentes, que se harían pasar también por cineastas canadienses, con el fin de facilitar la operación de salida y corregir un error en la fecha de los visados de entrada. El embarque se realizó sin ninguna dificultad en un avión de Swissair el 27 de enero.

## En los medios de comunicación
Esta operación de evasión ha sido recogida de diversas formas en los medios de comunicación.
- En marzo de 1980, el sello estadounidense Mercury Records publicó un disco titulado (This Is My Country) Thank You, Canada, interpretado por la futura jugadora de hockey sobre hielo Shelley Looney, entonces de siete años.

- Un largometraje canadiense para televisión titulado Otages à Téhéran / Escape from Iran: The Canadian Caper fue realizado en 1981 por Lamont Johnson, con los papeles de Ken Taylor y John Sheardown interpretados por los actores Gordon Pinsent y Chris Wiggins.

- La película estadounidense Argo, realizada y protagonizada por Ben Affleck y estrenada en 2012, tiene como argumento la operación, pero ha sido criticada por sus inexactitudes.[4] Según un reportaje de Radio Canada, testigos del acontecimiento habrían afirmado que la película no relataba la verdadera historia de esta crisis.[5][6] La película sería más bien una ficción que dejaría de lado la verdad para contar una historia más gloriosa para los Estados Unidos. Canadá habría desempeñado un papel mucho más importante en el desarrollo de la operación.[7]